# Amern
Amern is een plaats in Kreis Viersen, behorend tot de gemeente Schwalmtal

## Geschiedenis
Het gebied werd voor het eerst vermeld in 966 als Mühlgau, waar toen de gaugraaf Erenfried heerste. In 1082 kwam het aan het graafschap Kessel. Er waren twee parochies: Sint-Antonius en Sint-Joris welke respectievelijk onder het domkapittel van Keulen en het kapittel van Xanten vielen. De kerken lagen en liggen ter weerszijden van de Kranenbach. Van 1305 tot 1801 behoorden ze tot het ambt Bruggen van het hertogdom Gulik. In 1816 kwam het aan Pruisen. In 1970 werd de gemeente Amern met Waldniel samengevoegd tot de gemeente Schwalmtal.

## Bezienswaardigheden
- Molenromp (Mühlenturm Amern)
- Sint-Joriskerk (Sankt Georg), uit 2e helt 15e eeuw, bakstenen gotische kerk met voorgebouwde zware toren.
- Sint-Antoniuskerk (Sankt Anton), van 1491. Bakstenen pseudobasiliek, vergroot in 1898 met twee torens aan de voorgevel.
- Diverse wegkruisen.

## Natuur en landschap
Amern ligt op beide oevers van de Kranenbach. Ten zuiden van de kom ligt natuurgebied Lotzemerbruch aan deze beek.

## Nabijgelegen kernen
Waldniel, Dilkrath, Brüggen, Brempt